# Carlsberg Group
Carlsberg A/S (/ˈkɑːrlzbɜːrɡ/; dansko: [ˈkʰɑˀlsˌpɛɐ̯ˀ]) je danska večnacionalna pivovarna. Podjetje, ki ga je leta 1847 ustanovil J. C. Jacobsen, ima sedež v Københavnu na Danskem. Od Jacobsenove smrti leta 1887 je večinski lastnik podjetja fundacija Carlsberg. Vodilna blagovna znamka podjetja je Carlsberg (imenovana po Jacobsenovem sinu Carlu). Druge blagovne znamke so Tuborg, Kronenbourg, Somersby cider, Holsten, Neptun, najbolj prodajano rusko pivo Baltika, belgijski Grimbergen, Fix, ena najstarejših grških znamk in več kot 500 lokalnih piv. Podjetje zaposluje okoli 41.000 ljudi, predvsem v zahodni Evropi, Rusiji in Aziji.

## Zgodovina
Carlsberg je ustanovil J. C. Jacobsen, filantrop in navdušen zbiralec umetnin. S svojim bogastvom si je zbral umetniško zbirko, ki je shranjena v Ny Carlsberg Glyptotek v središču Københavna. Prvo varjenje je bilo končano 10. novembra 1847, izvoz piva Carlsberg pa se je začel leta 1868 z izvozom enega soda v Edinburgh na Škotskem. Nekateri prvotni logotipi podjetja so slon, po katerem so poimenovani nekateri njegovi lagerji, in svastika, katere uporaba je bila opuščena v 1930-ih zaradi povezanosti s političnimi strankami v sosednji Nemčiji.
Jacobsenov sin Carl je leta 1882 odprl pivovarno z imenom Ny (novi) Carlsberg, zaradi česar je svojo pivovarno preimenoval v Gamle (stari) Carlsberg. Podjetji sta bili združeni in vodeni pod Carlovim vodstvom leta 1906 in sta tako ostali do njegove smrti leta 1914.
Jacobsen je leta 1875 ustanovil Carlsbergov laboratorij, ki se je ukvarjal z znanstvenimi problemi, povezanimi s pivovarstvom. Vključevala je oddelek za kemijo in oddelek za fiziologijo. Vrsto kvasovk, ki se uporablja za izdelavo bledega lagerja, Saccharomyces carlsbergensis, je izoliral Emil Christian Hansen v laboratoriju leta 1883 in nosi njeno ime; to je brezplačno delil Carlsberg. Laboratorij Carlsberg je prav tako razvil koncept pH in dosegel napredek v kemiji beljakovin. Leta 1972 je bil ustanovljen Raziskovalni center Carlsberg in Laboratorij Carlsberg je neodvisna enota Centra.
Leta 1876 je J. C. Jacobsen ustanovil fundacijo Carlsberg, ki so jo vodili skrbniki Kraljeve danske akademije znanosti in književnosti, ki je upravljala Carlsbergov laboratorij ter podpirala znanstvene raziskave na področjih naravoslovja, matematike, filozofije, humanistike in družbenih ved. na Danskem. Zaradi spora z njegovim sinom Carlom je bila Jacobsenova pivovarna po njegovi smrti leta 1887 prepuščena fundaciji.
Prvo čezmorsko licenco za pivovarstvo je prejela pivovarna Photos Photiades Breweries, leta 1966 pa je bilo pivo Carlsberg prvič zvarjeno zunaj Danske v pivovarnah Photiades na Cipru. Prva pivovarna, ki je bila zgrajena zunaj Danske, je bila leta 1968 v mestu Blantyre v Malaviju.
Carlsberg se je leta 1970 združil s pivovarnami Tuborg in ustanovil United Breweries AS, leta 1992 pa se je združil s Tetleyjem. Leta 1997 je Carlsberg postal edini lastnik Carlsberg-Tetley.
Leta 2008 je skupina Carlsberg skupaj s Heinekenom kupila Scottish & Newcastle, največjo pivovarno v Veliki Britaniji, za 7,8 milijarde funtov (15,3 milijarde dolarjev).
Leta 2013 se je podjetje pridružilo vodilnim proizvajalcem alkohola kot del zavez proizvajalcev k zmanjšanju škodljivega pitja.
Novembra 2014 se je Carlsberg strinjal, da bo prevzel tretjo največjo grško pivovarno, Olympic Brewery, s čimer je že povečal svoje poslovanje v državi in podjetje dejansko preoblikoval v drugega največjega igralca na trgu v Grčiji.
Stara pivovarna v Københavnu je bila nekoč odprta za oglede. Januarja 2020 so pivovarno zaprli zaradi popolne prenove. Ni znano, kdaj bo ponovno odprta.
Skupina Carlsberg svoje delovanje deli na tri tržna področja: Severna in Zahodna Evropa, Vzhodna Evropa in Azija.
- Diplome d'Honneur Antwerpen 1885 expo
- Carl Wiibroe

## Piva

### Carlsberg
Carlsberg je vodilna blagovna znamka piva v portfelju skupine Carlsberg s 155 blagovnimi znamkami. To je pivo pilsner s 5 % abv z globalno distribucijo na 140 trgih. Znano je tudi kot Carlsberg Lager, Carlsberg Beer in Carlsberg Pilsner. Prvič so ga zvarili leta 1904, ustvaril pa ga je Carl Jacobsen, sin ustanovitelja Carlsberga JC Jacobsena.
Uvedba Carlsbergovega pilsnerja je pomenila tudi ponovno uvedbo logotipa v slogu Art nouveau, ki se od leta 1904 uporablja skoraj nespremenjen in je kasneje postal logotip celotnega podjetja. Oblikoval ga je Thorvald Bindesbøll.
Na Danskem je pivo pogosto znano kot Hof (dvor) zaradi kraljevega naloga. Ta vzdevek je bil sprejet v blagovno znamko leta 1931, vendar so ga leta 1991 na Danskem ukinili. Izraz se še vedno uporablja na drugih trgih, kot sta Združeno kraljestvo in Švedska.
- Carlsbergova steklenica
- Wiibroe pivo
- Carlsberg Pilnser in točeno pivo Carlsberg
- Pločevinka za pivo Carlsberg

### Special Brew
Special Brew je močan ležak, ki ga varijo samo na Danskem, Šrilanki in v Združenem kraljestvu. Prvotno ga je zvaril Carlsberg v spomin na obisk Winstona Churchilla na Danskem leta 1950. Okus vključuje »okuse konjaka med svojimi okusnimi notami«, saj je bil Churchill naklonjen žganju. Maja 1951 sta bila na Churchillov dom v Londonu dostavljena dva zaboja. Churchill je v zahvalnem pismu pijačo poimenoval Commemoration Lager. Na Danskem so pijačo imenovali Påskebryg (velikonočni zvarek), vendar je velikonočni zvarek od takrat nadomestilo šibkejše pivo (Carls Påske). Za britanski trg je Carlsberg pijačo poimenoval Special Brew, proizvodnjo pa so začeli v Northamptonu v 1950-ih.
S 7,5 % alkohola (prej 9 %, nato kratek čas 8 %) je Special Brew del skupine močnih ležakov, ki jih v Združenem kraljestvu imenujejo super-strength, v ZDA pa sladne pijače. To pivo je pogosto povezano z uličnimi alkoholiki.
Ena pločevinka (440 ml) Special Brew vsebuje 3,5 enote alkohola (prej 4,5 enote), medtem ko je največji priporočeni dnevni vnos za moškega dve enoti. Januarja 2015 so poročali, da bo Carlsberg zmanjšal število enot na pločevinko na manj kot štiri, v skladu z zavezo vlade Združenega kraljestva, da nobena pločevinka ne sme vsebovati več kot štiri enote. Sprememba, zmanjšanje velikosti pločevinke s 500 ml na 440 ml ali zmanjšanja alkoholne stopnje piva, je bila predvidena za izvedbo leta 2015. Izvedeni sta bili obe spremembi; pločevinke so se od takrat zmanjšale na 440 ml, ABV pa se je zmanjšal z 9 % na 8 %, nato pa še en padec na 7,5 %.
- Wiibroe Porter
- Wiibroe Vintage pivo 2013
- Wiibroe Vintage pivo 2017

### Slonovo pivo
Leta 1901 je na pobudo pivovarja Carla Jacobsena arhitekt profesor J. L. Dahlerup ustvaril stolp, ki počiva na štirih slonih, izklesanih v granitu z danskega otoka Bornholm. Jacobsenov navdih je bil obelisk, ki podpira slona na trgu Piazza della Minerva v Rimu. Vsak od štirih slonov nosi začetnico enega od otrok Carla Jacobsena: Theodora, Paula, Helge in Vagn. To je postalo znano kot Slonova vrata in je mejnik vhod v pivovarno.
Zahodno od vrat je bilo izpisano geslo Carla Jacobsena: Laboremus pro Patria (Delajmo za našo domovino). Od takrat je Elephant znan del družine Carlsberg, še posebej potem, ko je bilo leta 1955 ustvarjeno močno pivo Elephant Beer pod imenom Export Lager Beer z oznako Elephant. Elephant še vedno varijo v pivovarnah Carlsberg v Københavnu in ga izvažajo po vsem svetu. Nekaj trgov vari svoje pivo Carlsberg Elephant lokalno po originalnem receptu.
- Slonova vrata v Kopenhagnu na Danskem
- Slonovo pivo
- Staro in novo pivo Elephant